# Semjon Budjonnyj

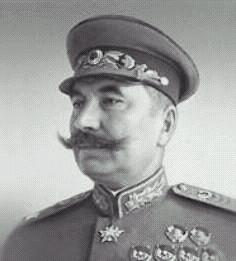
Semjon Michajlovitj Budjonnyj (1943)

Semjon Michajlovitj Budjonnyj (ryska: Семён Михайлович Будённый), född 25 april 1883 i byn Platovskaja (nu Budjonnovskaja) i Donkosackernas land, död 26 oktober 1973 i Moskva, var marskalk av Sovjetunionen under andra världskriget.
Budjonnyj föddes i en fattig bondfamilj i kosackregionen Terek i södra Ryssland; familjen var dock inte kosacker utan var inflyttade från guvernementet Voronezj. Han skrev in sig i armén 1903 och var kavallerist i rysk-japanska kriget 1905. Han deltog i första världskriget som underofficer, och då ryska revolutionen kom radikaliserades han liksom så många soldater, och blev en ledande medlem i soldatsovjeterna i Kaukasus.
Då ryska inbördeskriget bröt ut 1918 organiserade Budjonnyj en röd kavallerienhet i Don-regionen, denna enhet blev så småningom den 1:a kavalleriarmén. Denna ryttararmé spelade en viktig roll för bolsjevikerna i inbördeskriget, den slog tillbaka den vite generalen Anton Denikin i hans försök att nå fram till Moskva.
1920 deltog Budjonnyjs ryttararmé i invasionen av Polen, och drev ut de polska styrkorna ur Ukraina. I slaget vid Warszawa led dock bolsjevikerna ett svidande nederlag. Tuchatjevskij hade gett order om att Budjonnys grupp skulle vika av mot norr, vilket hade lämnats utan avseende och därmed berövat offensiven alla möjligheter till framgång. Lenin kommenterade: ”Varför i all världen skulle man gå via Lwow till Warszawa?”.  Trots förlusten var han nu en av de största ryska krigshjältarna.
1924 blev Budjonnyj kavalleriinspektör och senare chef för Moskvas militärdistrikt och 1940 1:e vice folkkommissarie.
1935 blev Budjonnyj en av de första fem marskalkarna av Sovjetunionen. I rysk-finska kriget förde han befäl över en armé, dock med förödande resultat. Vid krigsutbrottet mellan Tyskland och Sovjetunionen utsågs han till befälhavare på södra fronten och perioden juli-september 1941 stod han emot den tyska invasionen av Ukraina (vilken var en del av Operation Barbarossa), men blev slutligen inringad. Han avskedades av Stalin i september. Han stod dock fortfarande på god fot med Stalin, och blev pensionerad som Hjälte av Sovjetunionen.
Hästrasen budjonni är uppkallad efter Semjon Budjonnyj.